# Zhang Liuhong
Zhang Liuhong (China, 16 de enero de 1969) es una atleta china retirada especializada en la prueba de lanzamiento de peso, en la que consiguió ser medallista de bronce mundial en pista cubierta en 1993.

## Carrera deportiva
En el Campeonato Mundial de Atletismo en Pista Cubierta de 1993 ganó la medalla de bronce en el lanzamiento de peso, con una marca de 19.32 metros, tras la rusa Svetlana Krivelyova (oro con 19.57 metros) y la alemana Stephanie Storp.